# ジャストプロ
株式会社ジャストプロ（英: Just Production Inc.）は、東京都渋谷区に本社を置く芸能事務所。

## 概要
アップフロントグループ内にジェイピィールーム（以下、J.P）を創設した寺井禎浩が、2012年に設立。元ハロー!プロジェクトのタレントに加え、医師や弁護士などの文化人も所属することが特徴。2015年以降は声優の所属が増えている。
2012年6月から2022年12月まで、J.P所属のタレントについてマネジメント業務の提携を実施していた。2013年1月にJ.Pに所属していた真野恵里菜が正式に移籍、2023年1月には藤本美貴、飯窪春菜、工藤遥がJ.Pから移籍している。
前述の通りアップフロントグループを母体とするが、アップフロントグループの関連会社には含まれない。ただし、2025年4月現在のアーティスト一覧では藤本と飯窪が提携会社タレントとして記載されている。また従来はアップフロントグループ各社と同じビルに所在していたが、2015年9月に別のビルに移転した。
子会社として、アニメーション制作会社のヤオヨロズや声優養成所であるヤオヨロズボイスラボの運営及び音響制作を手掛けるエスターセブンなどが存在していたが、2020年4月に8millionへ統合された。
2023年、渋谷区東に本社を移転。

## 所属タレント・アーティスト
2025年4月時点。

### タレント
- 藤本美貴（元モーニング娘。）（業務提携：株式会社アップフロントクリエイト）
- 火将ロシエル（プロコスプレイヤー）
- 榎本ゆいな（女優・モデル）

### 俳優
- 真野恵里菜
- 飯窪春菜（元モーニング娘。）（女優・タレント、業務提携：株式会社アップフロントクリエイト）
- 二瓶有加（元PINK CRES.）（女優・タレント）
- 瞳水ひまり

### アーティスト
- 松下玲緒菜
- なかねかな

### 声優
- 潘恵子（声優・女優・作家）
- 内田秀
- 菊地燎
- 楠田亜衣奈
- 小島菜々恵
- 玉城仁菜
- 法元明菜
- 西山野園美
- 結城萌子
- 石川凜果
- 真壁かずみ
- リー ヤオホワン
- 梅本和泉
- 木ノ瀬なつの
- 草刈七海
- 涼水優歌
- 橘里歩
- ひなた
- 弘中亜美
- 山田菜乃
- 新葉尚

### 文化人
- 越水遥（弁護士）
- 渡邊雄介（医師）

## 旧所属・旧業務提携
- 兵藤ゆき
- 加藤紀子
- KAN
- 高山厳
- 松原健之
- 中島卓偉
- アルマカミニイト
- はたけ
- たいせい
- 新垣里沙
- 光井愛佳
- あいざわ元気
- 保田圭
- 石川梨華
- 吉澤ひとみ
- 小川麻琴
- 遠藤瞳
- 堀口茉純
- 近藤あや
- 荻野可鈴
- 志田友美
- 山田朱莉
- 酒井蘭
- メロディー洋子
- 須山朱里
- 真衣ひなの
- チョーヒカル
- LUI FRONTiC 赤羽JAPAN（つばさレコーズ業務提携）
- プー・ルイ（つばさレコーズ業務提携）
- 太田ぐいや
- 徳本夏恵/なちょす（KimonoGirlsと業務提携）[4]
- 櫻井麻七（現所属・トーチ・リンク）
- 甲賀美月
- 石井マーク（フリー）
- 真坂美帆（現芸名：桜坂美穂、現所属・プロダクション・エース）[5][6]
- 本宮佳奈（現所属・ぷろだくしょんバオバブ）[7]
- 田村響華（現所属・ミレニアムプロ）
- 小野早稀（現所属・オフィスアネモネ）
- 小森未彩（業務提携）
- 久住小春（業務提携）
- 皆川あずさ
- 松田彩希
- 小倉唯（現所属・スタイルキューブ）
- 池戸優音（女優）
- 橘あさひ（女優・コスプレイヤー）
- 一村すみれ（女優・声優）
- 増田里紅（声優）
- 赤羽もも（タレント）
- 橘舞（タレント・女優）
- 山田かな（タレント・グラビアアイドル）
- 金久保芽衣（タレント・女優）
- 松本ゆりふぁ（女優・アーティスト）
- 妃乃ゆりあ（女優）
- 森友莉世（声優）
- 喉押さえマン
- 工藤遥（業務提携）
- 松田ゆう姫（モデル・アーティスト）
- 咲田ゆな（タレント・グラビアアイドル）
- 内山優花（女優・タレント、業務提携：株式会社 超十代）
- 小林希大（モデル・タレント）
- 鵜川もえか（女優・モデル、業務提携：株式会社モンスターファーム）
- 宮崎あみさ
- 鈴木南名子（声優）
- 木原誠太郎（性格診断プロフェッサー）
- 秋乃蒼依（声優）（現所属・スチール・ウッド・ガーデン）

## アニメーション事業部
2013年よりアニメ事業に携わっており、かつては子会社としてアニメーション制作会社のヤオヨロズを持っていた。2018年時点では、たつきを中心とした作品はヤオヨロズ名義で、それ以外の作品はジャストプロ名義で発表を行うと発言していた。

### 参加作品
☆はヤオヨロズが制作した作品（2020年まで）。
- 直球表題ロボットアニメ（2013年）☆
- てさぐれ!部活もの（2013年）☆
- てさぐれ!部活もの あんこーる（2014年）☆
- みならいディーバ（2014年）☆
- てさぐれ!部活もの すぴんおふ プルプルんシャルムと遊ぼう（2015年）☆
- けものフレンズ（2017年）☆
- ラブ米 -WE LOVE RICE-（2017年）☆
- 生放送アニメ 直感×アルゴリズム♪（2018年）
- ケムリクサ（2019年）☆
- プラオレ!〜PRIDE OF ORANGE〜（2021年、協力）
- テクノロイド（2022年、協力、音響制作）
- ちいかわ（2023年）

## 映像事業部
- ハロー！ミキティ / 藤本美貴 - YouTubeチャンネル
- コウペンちゃんねる - YouTubeチャンネル
- ハロー!アニソン部 - YouTubeチャンネル